# Vita certifikat
Vita certifikat är ett marknadsbaserat system för att uppnå ökad energieffektivisering, minska energianvändning, eller att minska koldioxidutsläpp genom effektivisering. Marknaden ska styra vilken typ av åtgärder som genomförs och var. Systemet ska uppmuntra energiföretag att genomföra energiåtgärder hos sina kunder. Ett system för vita certifikat ska utgå från ett övergripande systemmål, som sedan styr systemets utformning. Att den slutliga energianvändningen på nationell nivå ska minskas kan vara ett mål vid införande av vita certifikat.

## Vita certifikat i Sverige
Vita certifikat har förespråkats av flera aktörer inom Sverige som ett sätt att öka tempot i energieffektiviseringen, bland annat av Energirådgivarna och Svenska Naturskyddsföreningen. [källa behövs] Men systemet möter kritik från andra aktörer som menar att det inte kommer att fungera under svenska förhållanden. Energimyndigheten invänder bland annat att vita certifikat är ett ineffektivt sätt att styra mot minskad energianvändning, i alla fall i Sverige.[källa behövs]

## Vita certifikat i andra länder
Inom EU har Storbritannien, Italien, Frankrike, Danmark och i Flandern i Belgien infört system för vita certifikat.[källa behövs] I Nederländerna, Polen och Rumänien har det diskuterats att införa liknande system.[källa behövs]